# Mormon History Association
Mormon History Association – amerykańskie stowarzyszenie zajmujące się historią ruchu świętych w dniach ostatnich.
Jego powstanie umieszczano w kontekście fermentu intelektualnego zauważalnego w amerykańskim środowisku historycznym bezpośrednio po zakończeniu II wojny światowej. Efektem tego fermentu było utworzenie licznych nowych towarzystw historycznych. Zajmowały się one zarówno szeroko rozpoznawanymi obszarami badawczymi (Amerykańskie Stowarzyszenie Badaczy Renesansu, 1954), jak i stanowiły odpowiedź na nowe wyzwania w dyskursie naukowym (Stowarzyszenie Studiów Afrykańskich, 1957). Zwiększone zainteresowanie naukowym poznaniem mormońskiej przeszłości wiązano też z programem federalnego wsparcia dla podejmujących studia weteranów II wojny światowej.
Założone zostało w grudniu 1965, podczas spotkania Amerykańskiego Stowarzyszenia Historycznego (AHA) w San Francisco. Powołano je do istnienia z inicjatywy grupy historyków, w której główną rolę odgrywał Leonard J. Arrington. Pierwsze jego spotkanie miało miejsce w 1966. Początkowo funkcjonowało jako podmiot zależny AHA, usamodzielniło się od macierzystego stowarzyszenia w 1972. Pozostaje niemniej jego organizacją stowarzyszoną. Jest jednocześnie członkiem Western History Association (WHA).
Skupia badaczy zajmujących się historią mormonizmu, niezależnie od ich poglądów religijnych czy reprezentowanych dyscyplin naukowych. Otwarte jest na naukowców mieszkających i działających poza Stanami Zjednoczonymi. Organizuje doroczne spotkania, współorganizuje też rozmaite wydarzenia we współpracy ze stowarzyszeniami o podobnym profilu i zainteresowaniach, przyznaje także nagrody.
Stowarzyszenie stoi za publikacją „Mormon History Newsletter” (od 1965). Wydaje również ukazujący się od 1974 „Journal of Mormon History”. Odgrywa istotną rolę w rozwoju systematycznych badań nad historią mormonizmu.